# Tetraxondràcies
Tetrachondraceae és una família d'angiospermes pertanyent a l'ordre de les lamials. Són originàries del sud-est dels Estats Units, Amèrica del Sud i Nova Zelanda, encara que ha sigut introduïda a la costa nord dels EUA i Queensland. Es tracta de petites herbes perennes, que creixen formant una estora i en posició dreta. Són plantes terrestres, subaquàtiques o aquàtiques.

## Morfologia
Les fulles són oposades i subsèssils. Les estípules les trobem amb una distribució interpeciolar o caulinar, unint-se a les bases de les fulles oposades, apareixent com una làmina lineal (Polypremum), i en general, ovades (Tetrachondra).
Les flors generalment es presenten solitàries o en cimes folials. Són actinomorfes, amb un calze, una corol·la i uns estams tetràmers, amb calze i corol·la connats a la base. El calze està campanulat i és persistent. Els lòbuls que el formen estan estretament ovats, amb l'àpex més o menys obtús. La corol·la és blanca, formant un tub acampanat.
Els estams s'alternen amb els lòbuls de la corol·la, i estan inserits en aquesta. Les anteres són antrorses i dorsifixes. El gineceu està compost per 2 carpels units. L'ovari és semiinfer (Polypremum) i la terminació de l'estil o superior (Tetrachondra) i l'estil ginobàsic. L'estigma és des de lleugerament truncat a capità.
El fruit és una càpsula bivalvulada o està reduïda a 4 mericarpis separats.